# Shogo Shimada
Shogo Shimada (嶋田 正吾 Shimada Shogo?, nacido el 13 de noviembre de 1979 en Hyogo) es un exfutbolista japonés. Jugaba de centrocampista y su último club fue el Sagawa Shiga de Japón.

## Trayectoria

### Clubes
| Club           | País  | Año         |
| -------------- | ----- | ----------- |
| Ain Food       | Japón | 2002 - 2003 |
| Sagawa Express | Japón | 2004 - 2007 |
| FC Gifu        | Japón | 2008 - 2011 |
| Sagawa Shiga   | Japón | 2012        |

## Estadística de carrera

### J. League
| Club    | Año   | J. League | J. League | Copa J. League | Copa J. League | Total | Total |
| Club    | Año   | Part.     | Goles     | Part.          | Goles          | Part. | Goles |
| ------- | ----- | --------- | --------- | -------------- | -------------- | ----- | ----- |
| FC Gifu | 2008  | 14        | 0         | -              | -              | 14    | 0     |
| FC Gifu | 2009  | 51        | 5         | -              | -              | 51    | 5     |
| FC Gifu | 2010  | 36        | 7         | -              | -              | 36    | 7     |
| FC Gifu | 2011  | 38        | 6         | -              | -              | 38    | 6     |
| Total   | Total | 139       | 18        | 0              | 0              | 139   | 18    |